# غيدو فيسترفيله
غيدو فيسترفيله (بالألمانية: Guido Westerwelle) [27 كانون الأول 1961 – 18 أذار 2016] كان سياسي ألماني شغل منصب وزير الخارجية في الحكومة الثانية للمستشارة الالمانية أنغيلا ميركل ونائبا مستشار ألمانيا 2009-2011، كان أول شخص يشغل هذه المناصب يعلن كونه مثلي الجنس. وكان أيضا رئيس الحزب الديمقراطي الحر في الفترة من أيار 2001 وحتى تنحيه في عام 2011. محام من حيث المهنة، وكان عضوا في البرلمان الألماني 1996-2013.

## سيرة
تخرج من مدرسة إرنست موريتس أرندت الثانوية في عام 1980 وهي نفس السنة التي انضم فيها لعضوية الحزب الديمقراطي الحر. درس القانون في جامعة بون ومارس مهنة المحاماة بين عامي 1991 و1994.
تدرجت مسيرته في الحزب الديمقراطي الحر حيث شغل منصب رئيس الشباب فيه عام 1988 ورئاسة فرعه في بون عام 1993 وأمانته العامة عام 1994، ثم انتخب رئيسا للحزب في مايو 2001 واستمر في هذا المنصب إلى مايو 2011 حيث تخلى عن رئاسة الحزب.
في انتخابات 2009 تمكن فيسترفيله بعد حصوله على 14.6% من أصوات الناخبين الألمان من عقد تحالف مع حزب المستشارة الألمانية ميركل (الحزب المسيحي الديمقراطي) من أجل تشكيل حكومة تحالف. حصل فيسترفيله على منصب وزير الخارجية ونائب المستشارة الألمانية نتيجة لهذا التحالف. احتفظ فيسترفيله بمنصب وزير الخارجية حتى 2013 ولكنه فقد منصب نائب المستشارة الألمانية في 2011.

## حياته الشخصية
في سبتمبر/أيلول 2004 كشف فيسترفيله عن كونه مثلي الجنس وقدم صديقه بصفته شريك حياته خلال احتفال أقامته المستشارة الألمانية ميركل بمناسبة عيد ميلادها الـ49، وتوج فيسترفيله هذا الإعلان بتسجيل علاقتهما رسميا في سبتمبر 2010 في مدينة بون في احتفال خاص.

## الترشح للرئاسة
وضع إعلان وزير الخارجية الألماني غيدو فيسترفيله عزمه عدم الترشح مجددا لرئاسة الحزب الديمقراطي الحر في مايو/أيار القادم نهاية لسلسلة مطالب طويلة لقياديين وأعضاء بالحزب لفيسترفيله بالاستقالة من قيادة الحزب.
وحمل أصحاب تلك المطالب فيسترفيله مسؤولية التراجع الحاد والمستمر في شعبية الحزب الديمقراطي الحر خلال الفترة الأخيرة، وخسارته للانتخابات المحلية في ولايتي بادن فورتمبرغ الجنوبية وراينلاندفالز بوسط البلاد نهاية الشهر الماضي.
وعكس هذا التحول هبوط المنحنى السياسي لفيسترفيله الذي أعاد في انتخابات 2009 دور صانع ملوك السياسة الألمانية لحزبه، عندما أخرجه من دائرة معارضة دامت 11 عاما وقاده لتحقيق أفضل نتيجة انتخابية في تاريخه بحصوله على 14.6% من الأصوات، ومشاركته للحزب المسيحي الديمقراطي بزعامة أنغيلا ميركل في الحكومة الألمانية الحالية.

## روابط خارجية
- غيدو فيسترفيله على موقع IMDb (الإنجليزية)
- غيدو فيسترفيله على موقع مونزينجر (الألمانية)
- غيدو فيسترفيله على موقع ديسكوغز (الإنجليزية)
- غيدو فيسترفيله على موقع كينوبويسك (الروسية)